# Caspalá
Caspalá è un comune (comisión municipal in spagnolo) dell'Argentina, appartenente alla provincia di Jujuy, nel dipartimento di Valle Grande.
In base al censimento del 2001, nel territorio comunale dimorano 312 abitanti, di cui 177 nella cittadina capoluogo del comune: in quanto a numero di abitanti è la più piccola comisión municipal della provincia.